# Vrata, Dravograd
Vrata este o localitate din comuna Dravograd, Slovenia, cu o populație de 106 locuitori.